# Hoplitis palmarum
Hoplitis palmarum är en biart som först beskrevs av Cockerell 1935.  Hoplitis palmarum ingår i släktet gnagbin, och familjen buksamlarbin. Inga underarter finns listade i Catalogue of Life.